# Saint-Martin-de-Sanzay
Saint-Martin-de-Sanzay ist eine französische Gemeinde mit 1.037 Einwohnern (Stand: 1. Januar 2022) im Département Deux-Sèvres in der Region Nouvelle-Aquitaine. Die Gemeinde gehört zum Arrondissement Bressuire und zum Kanton Le Val de Thouet. Die Einwohner werden Saint-Martinois genannt.

## Lage
Saint-Martin-de-Sanzay ist die nördlichste Gemeinde des Départements Deux-Sèvres. Sie liegt etwa 38 Kilometer nordöstlich von Bressuire im Weinbaugebiet Anjou am Fluss Thouet, im Osten verläuft sein Zufluss Losse. Umgeben wird Saint-Martin-de-Sanzay von den Nachbargemeinden Le Puy-Notre-Dame im Nordwesten und Norden, Montreuil-Bellay im Norden und Nordosten, Antoigné im Osten, Brion-près-Thouet im Osten und Südosten, Sainte-Verge im Süden sowie Loretz-d’Argenton im Südwesten, Westen und Nordwesten.

## Bevölkerungsentwicklung
| Jahr                       | 1962 | 1968 | 1975 | 1982 | 1990 | 1999 | 2006 | 2013 | 2019 |
| Einwohner                  | 991  | 956  | 1366 | 1520 | 834  | 870  | 912  | 1008 | 1090 |
| Quellen: Cassini und INSEE |      |      |      |      |      |      |      |      |      |

## Sehenswürdigkeiten
- Kirche Saint-Martin aus dem 12. Jahrhundert, Monument historique
- Schloss Le Bois aus dem 15. Jahrhundert, Umbauten aus dem 17. Jahrhundert
- Schloss La Coste aus dem 16. Jahrhundert
- Komtur der Johanniter in Prailles aus dem 12. Jahrhundert
- Brücke Taizon aus dem 13. Jahrhundert

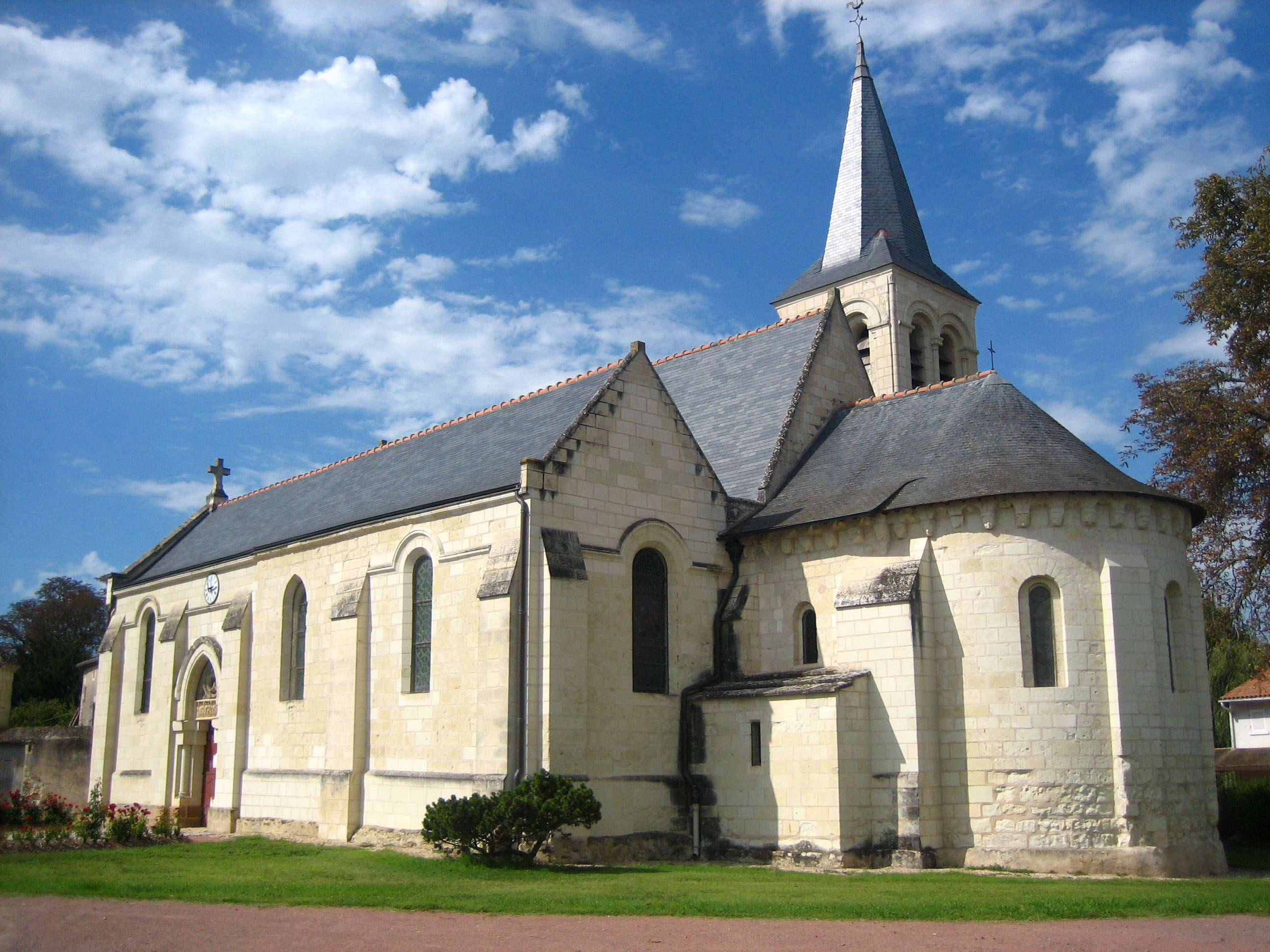
Kirche Saint-Martin
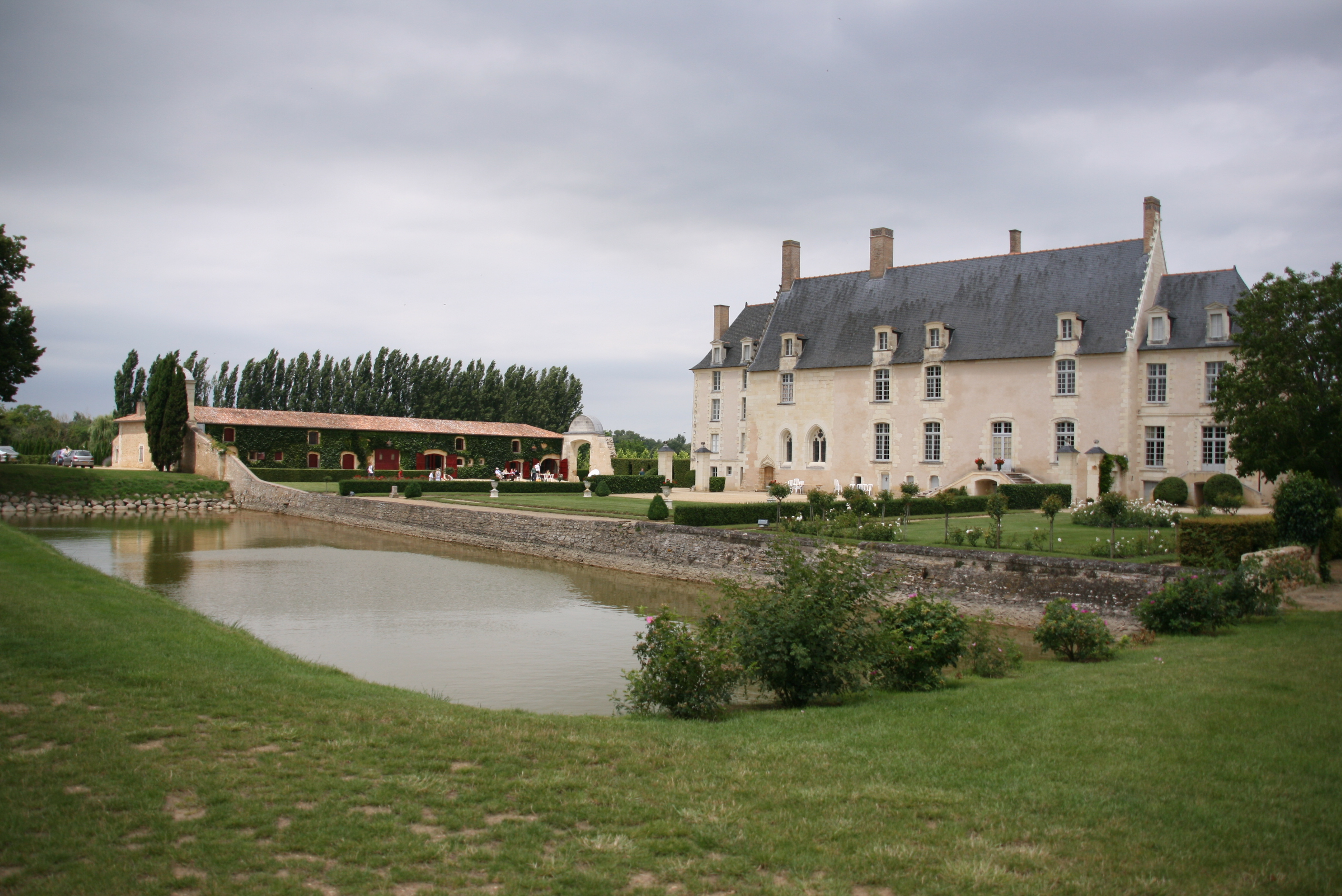
Schloss Le Bois
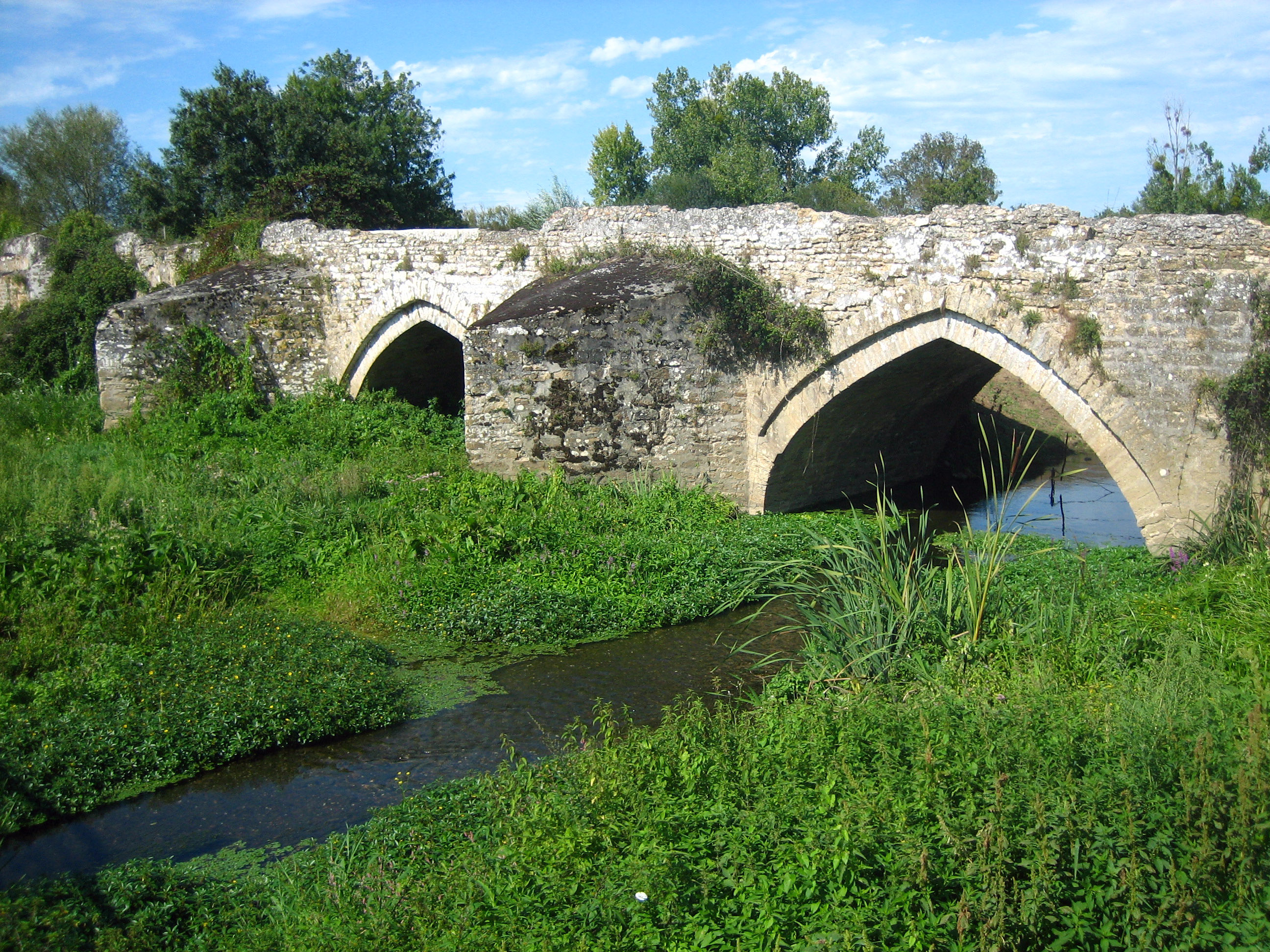
Brücke Taizon